# 셀디시에네안

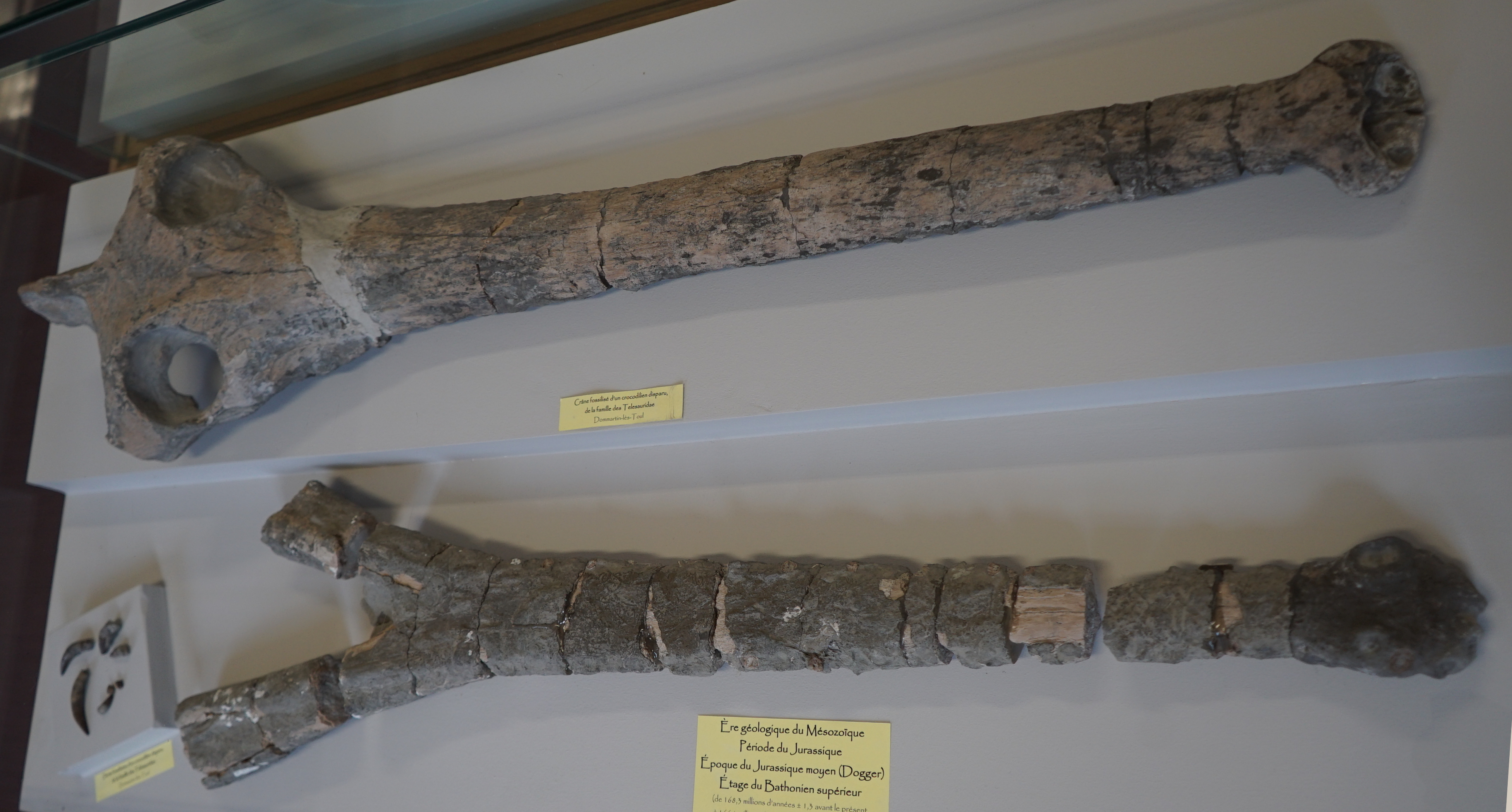

셀디시에네안(학명:Seldsienean megistorhynchus)은 악어목 텔레오사우루스과에 속하는 악어이다. 지금은 멸종된 악어로 몸길이가 4~7m인 거대한 악어에 속한다.

## 특징
셀디시에네안은 바다에서 적응하여 살았던 바다악어 중에 하나이다. 길게 확장된 주둥이와 뼈를 가지고 있으며 두개골이 전반적으로 넓게 확장되어 있다. 발의 뼈도 물갈퀴의 모습을 가진 3개의 발바닥 뼈를 가지고 있으며 앞다리에 비해 뒷다리에 비해 더욱 긴 특징을 가지고 있다. 이는 바다에서의 수영에 적합하기 위해 발의 모습이 물갈퀴의 모습으로 변한 것으로 이를 통해 바다에서 앞으로 나아가는 추진력을 얻었을 것으로 보인다. 현생의 고래나 돌고래처럼 바다에서 자신의 어린 개체를 직접 출산하였는지 아니면 현생의 바다거북처럼 해변에서 알을 직접 산란하였는지에 대해서는 정확하게 알려진 것이 없다. 양턱에는 총 20개~25개의 톱니 모양을 가진 날카로운 이빨을 줄지어서 나 있으며 이를 통해 먹이를 사냥했을 것으로 추측된다. 분류학적으로 따지면 셀디시에네안은 그것의 모식종인 S.megistorhynchus이 되며 원래 스테네오사우루스의 한종으로서 1866년에 기술되었고 2020년에 그것의 자신의 속이 주어졌다가 기술되었다. 먹이로는 당대에 서식했던 물고기, 갑각류, 작은 어룡들을 주로 잡아먹고 살았을 육식성의 포식자로 추정되는 종이다.

## 생존시기와 서식지와 화석의 발견
셀디시에네안이 생존하던 시기는 중생대의 쥐라기 초기로서 지금으로부터 약 2억년전~1억 8천만년전에 생존했던 악어이다. 생존했던 시기에는 유럽을 중심으로 하는 대서양, 북극해, 지중해에서 주로 서식했던 바다악어이다. 화석의 발견은 1866년에 유럽의 쥐라기에 형성된 지층에서 고생물학자들에 의해 처음으로 화석이 발견되어 새롭게 명명된 종이다.

## 같이 보기
- 악어
- 중생대
- 쥐라기
- 파충류
- 화석